# Hohög

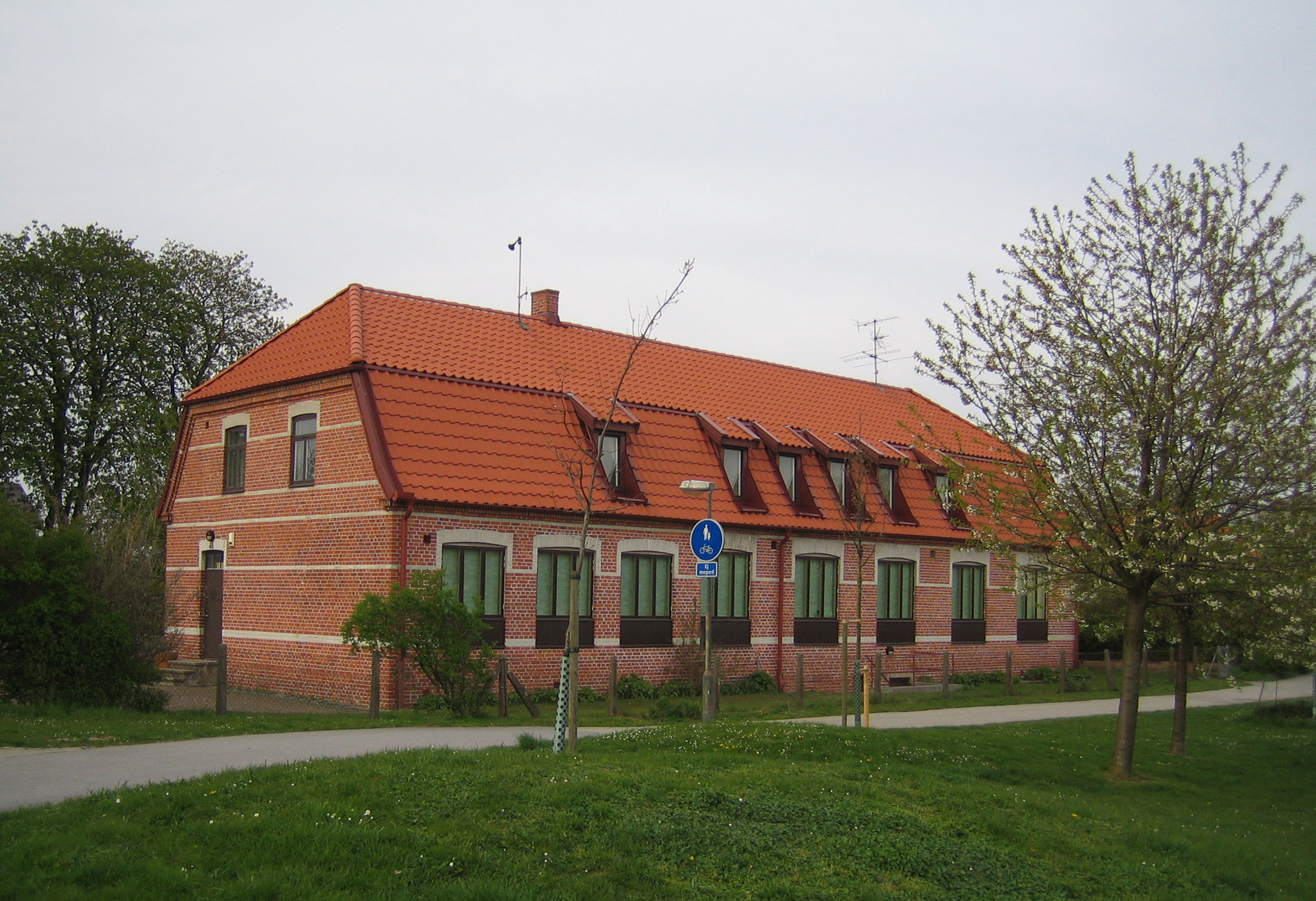
Hohögsskolan, nu nerlagd.

Hohög är ett tidigare stationssamhälle utanför Malmö och sedermera en stadsdel i staden. Hohög ingår numera i stadsdelen Husie och namnet Hohög används sällan. I området där Hohög en gång låg, ligger nu villaområden som Ulricedal, Dalvik och delar av Videdal samt Bulltofta rekreationsområde och Östra kyrkogården. Namnet Hohög finns dock kvar i vissa sammansättningar som t.ex. Hohögsgatan och Hohögs plan.

## Etymologi
Namnet Hohög kommer av de stora kullar som samhället växte upp vid. Dessa har sedan långt tillbaka kallats Hohögarna eller Hohögs backar. Det första ledet i ordet kommer från det gammalnordiska adjektivet hár som betyder hög. Hohög skulle alltså betyda de höga högarna.

## Bebyggelsen före järnvägen
Den första kända bebyggelsen vid Hohögarna var Hohögshuset som tidigast omnämndes i mantalslängden från 1786. I början av 1800-talet byggdes tre nya gårdar i området. Den som byggdes närmast Hohögarna kom senare att kallas Böckaregården. Den var en utgård till den kockumska egendomen Bulltofta norr om Hohögarna. På Böckaregården hölls kor och får, som betade på Hohögarnas sluttningar. Där bedrevs även fågelavel med kalkoner, gäss, ankor och höns. Alla gårdens byggnader utom boningslängan förstördes vid en brand 1922. Restaurangverksamhet startades i boningslängan 1928 och pågick tills även den brann ner 1956.
De andra två gårdarna byggdes längre åt sydost utmed Västra Skrävlingevägen. Den ena kom att kallas Gammlegård och revs 1959. I slutet av artonhundratalet fanns i Hohög dessutom sex småbruk, femton mindre hus, en smedja och en väderkvarn.

## Stationssamhället Hohög
Många järnvägar byggdes i Skåne i slutet av 1800-talet. När Malmö–Tomelilla Järnväg skulle byggas hade kritbruksägarna i Husie och Södra Sallerup och slottsherrarna i Torups slott, Klågerups slott, Hyby, Toppeladugårds slott och Häckeberga slott försökt få en sydligare sträckning på den. De lyckades inte och tog därför initiativet till en ny järnväg. Det fanns flera förslag på ändpunkter men till sist enades man om Genarp. Malmö–Genarps Järnväg blev färdig 1894.
En station och en banvaktsstuga byggdes i Hohög. Detta satte fart på utvecklingen i samhället. Med stationen i centrum utökades bebyggelsen och befolkningen växte snabbt. Åkermark runt stationen blev till villatomter. De flesta av människorna som flyttade dit kom från Malmö. Allra mest ökade befolkningen under sista delen av 1920-talet och början av 1930-talet.
Samma år som järnvägen blev klar öppnades en diversehandel i hörnet av Västra Skrävlingevägen och Sallerupsvägen. Den skulle senare bli känd som Perssons hörna. 1927 öppnades en diversehandel till och 1939 en tredje. I samband med järnvägsbyggandet anlades också flera trädgårdsmästerier. Ett mejeri startades 1893 men lades ner redan 1901. 1906 byggdes en färgfabrik i närheten av stationen. Efter hand kom även ett bageri och hela fem slakterier och charkuterier. 1920 hade befolkningen blivit så stor att Hohög fick en egen skola. 1935 inkorporerades Hohög i Malmö och blev en stadsdel i staden.
Malmö stads spårvägars linje 6, som kom till 1924, var skyltad Hohög. Ursprungligen vände linjen vid Håkanstorp, som då inräknades i Hohög men förlängdes 1937 till Östra kyrkogårdens ingång.

## Hohög efter järnvägen
Bilismens genombrott blev ett svårt hot mot järnvägarna. Särskilt en kort bana som Malmö–Genarp utsattes för hård konkurrens. Den 8 maj 1948 avgick det sista tåget från Hohögs station och samma år togs spåret bort.
På femtiotalet tog husbyggandet fart och stationssamhället förvandlades till ett stort bostadsområde med villor och radhus. Den västra sidan av Västra Skrävlingevägen blev bostadsområdet Ulricedal och den östra blev kvarteren Kramhög, Nilshög, Olshög, Rudhög, Svedhög, Vallhög, Vikhög och Ärlhög. Där Perssons hörna en gång legat, byggdes den så kallade Flygkiosken. Banvallen blev till gator, Hohögsgatan på den östra sidan av Västra Skrävlingen och Pärongatan på den västra. Stationshuset revs 1960 och banvaktsstugan tio år senare. 1964 försvann Hohög som postadress när Hohögs poststation bytte namn till Malmö 14.

## Intressanta byggnader

### Hohögs mölla
Hohögs mölla byggdes 1863 vid Sallerupsvägen. Den var en väderkvarn av holländsk typ. 1902 slog blixten ner i kvarnen och det började brinna i vingarna. Som tur var upptäcktes branden och kunde släckas.
Eftersom antalet jordbruk i närheten minskade kraftigt på 20-talet i samband med att villaområden som Virentofta, Hallstorp och Kungshälla byggdes, blev det mindre arbete för mjölnaren. Han inriktade sig därför istället på att sälja foder till villaägarnas husdjur. 1942 revs överdelen av möllan eftersom den utgjorde en fara för flygtrafiken till Bulltofta flygfält. Den undre delen av byggnaden finns fortfarande kvar och används idag som möbelrenoveringsverkstad. En modell av Hohögs mölla finns att beskåda på Teknikens och Sjöfartens hus i Malmö.

### Hohögs station
Stationen låg nästan direkt öster om korsningen mellan järnvägsspåren och Västra Skrävlingevägen. Stationshuset, som bestod av två våningar, var byggt av gult tegel och hade papptak. I byggnaden fanns väntsal, bagagerum, expedition för både järnvägs- och postärenden och bostad för stationsföreståndaren.
Under de första åren steg den dåvarande statsministern, Erik Gustaf Boström, ofta av vid Hohögs station. Han skulle då besöka sin vän och rådgivare Ludvig Kockum på Bulltofta. Det hände också att den blå kungliga salongsvagnen passerade med  Oscar II och sedermera Gustaf V på väg till Bara. Därifrån skulle de vidare till Torup för jakt hos Gustaf Johan Coyet. Stationen fanns kvar till 1960.

### Hohögs skola
Ända fram till 1920 gick barnen i Hohög i de båda byskolorna som fanns i Östra Skrävlinge. De hade en lång skolväg. Många av de familjer som flyttade in i Hohög i början av seklet var barnrika. De befintliga skolorna räckte då inte till och man blev tvungen att ordna en ny.  Ett nedlagt garveri köptes in och inreddes till skola med två klassrum och två lärarbostäder. Den nya skolan användes för klasserna 1–2 och 5–7. I klasserna 3–4 fick barnen fortfarande gå i den gamla skolan i Östra Skrävlinge. 1924 hade skolan 36 elever i småskolan och 54 i folkskolan. Undervisningen i Hohögs skola fortsatte ända tills vårterminen 1981 och byggnaden står kvar än idag. Kvarnby IK använde lokalerna som klubbhus åren 1984–1994.